# Jean-Victor Mukama
Jean-Victor Mukama (nac. 24 de agosto de 1994 en Hamilton (Ontario)) es un baloncestista canadiense con pasaporte ruandés. Con una altura de 2,03 metros, puede jugar de alero.

## Trayectoria
Formado en la Académie Catholique Mére-Teresa con sede en Hamilton (Ontario), en 2013 Mukama ingresó en la Universidad Ryersnon, con quien jugó la Canada-U Sports promediando casi 17 puntos en su última temporada. 
Tras no ser drafteado en 2019, probaría con los Raptors 905 de la NBA G League, pero llegó a debutar con el conjunto canadiense. A mitad de la temporada 2019-20, se marcharía a Ruanda, país natal de sus padres, para jugar en los Kigali Patriots BBC con el que disputó la Basketball Africa League (BAL). 
En verano de 2020, Mukama firmó con los Hamilton Honey Badgers de la Liga Nacional de Baloncesto de Canadá, con el que llegó a semifinales con unos promedios de 14.1 puntos y 6.3 rebotes por partido. 
En la temporada 2020-21, llega a Europa para jugar en las filas del Aris Leeuwarden de la FEB Eredivisie, promediando 10.3 puntos, 6.9 rebotes y 3.3 asistencias en los diez partidos que disputó.
En verano de 2021, firma por los Hamilton Honey Badgers de la Liga Nacional de Baloncesto de Canadá.
En julio de 2021 firma con el Club Melilla Baloncesto, equipo de LEB Oro española, para disputar la temporada 2021-22.
El 18 de diciembre de 2021, el jugador rescinde su contrato con el Club Melilla Baloncesto.

## Internacional
Es internacional absoluto con la Canadá.